# 洲市乡
洲市乡，是中华人民共和国湖南省衡陽市衡南县下辖的一个乡镇级行政单位。2015年11月18日，洲市乡、三塘镇成建制合并设立三塘镇。

## 行政区划
洲市乡下辖以下地区：
豪富村、长春村、南堡村、桥头村、大冲村、曲龙村、群英村、上迎村、学塘村、大山村、江华村、岳龙村、竹园村、马颈村、灵官村、竹塘村、乐洪村、芷江村、溪田村、洲市村、车山村、和平村、宝庆村、云盘村、享塘村和庙山坪村。